# Thomas Ponting
Thomas Ponting (n. 28 ianuarie 1965, Montréal, provincia Québec, Canada) este un înotător canadian, medaliat olimpic. A participat la 3 ediții ale Jocurilor Olimpice (1984, 1988, 1992) în care a câștigat 4 medalii de argint și două medalii de bronz.